# Sebastian Mikosz
Sebastian Mikosz (ur. 1973) – polski ekonomista i menedżer. W latach 2009–2011 i 2013–2015 prezes zarządu Polskich Linii Lotniczych LOT, w latach 2017–2019  prezes grupy Kenya Airways, następnie w latach 2020–2022 starszy wiceprezes Międzynarodowego Zrzeszenia Przewoźników Powietrznych, od 2024 prezes Zarządu Poczty Polskiej S.A.                                                                                                                                                                                                                                                                                                

## Życiorys
Absolwent Instytutu Studiów Politycznych we Francji z tytułem magistra ekonomii i finansów.
W latach 1997–2000 pracownik Arthur Andersen w Paryżu, gdzie pracował w zespole rynków wschodzących (emerging markets) i zajmował się obsługą firm inwestujących w Polsce, Europie Środkowej i byłych republikach ZSRR. 
W latach 2000–2003 współtworzył i zarządzał internetowym domem maklerskim Fast Trade. Od 2001 dyrektor generalny Francusko-Polskiej Izby Gospodarczej (CCIFP). W latach 2003–2006 wiceprezes Polskiej Agencji Informacji i Inwestycji Zagranicznych (PAIiIZ), gdzie nadzorował m.in. Departament Obsługi Inwestorów i Departament Współpracy Regionalnej. W latach 2006–2008 pracownik Deloitte, gdzie przez dwa lata pracował w dziale doradztwa biznesowego. Był też członkiem rad nadzorczych m.in. Euro Banku z grupy Societe Generale i giełdowej spółki Baltona SA.
W latach 2009–2011 i 2013–2015 prezes zarządu Polskich Linii Lotniczych LOT. W Polskich Liniach Lotniczych LOT przygotował i przeprowadził głęboką restrukturyzację, włącznie z pozyskaniem i zatwierdzeniem pomocy publicznej, co pozwoliło na uniknięcie upadłości LOT-u. Za jego prezesury spółka skutecznie wypowiedziała Zakładowy Układ Zbiorowy Pracy, renegocjowała opcje paliwowe i pozyskała odszkodowanie od Boeinga za opóźnienie i uziemienie Boeingów 787 Dreamliner. W czasie pracy w PLL LOT był przewodniczącym rady nadzorczej Eurolotu i członkiem rady nadzorczej LOT AMS (bazy technicznej).
W latach 2009–2012 wiceprezydent Pracodawców RP. W latach 2011–2013 współpracował z bankiem Societe Generale Corporate Investment Banking w Polsce, na stanowisku starszego doradcy (senior advisor). W latach 2008–2012 był wiceprezesem Aeroklubu Warszawskiego. W 2015 roku przewodniczył jury polskiej edycji światowego konkursu agencji reklamowych Effie Awards. W latach 2015–2017 prezes internetowego biura podróży eSKY. 
W latach 2017–2019 prezes i dyrektor generalny grupy Kenya Airways. Odszedł ze stanowiska w niejasnych okolicznościach, podawano, że zrezygnował, ale po ujawnieniu raportu rocznego okazało się, że otrzymał odprawę za odwołanie przed końcem kadencji .
W latach 2020–2022 starszy wiceprezydent ds. członków i relacji zewnętrznych w Międzynarodowym Zrzeszeniu Przewoźników Powietrznych (International Air Transport Association, IATA) w Genewie, a następnie został, pierwszym w historii organizacji, starszym wiceprezesem zajmującym się wyłącznie ochroną środowiska i trwałym rozwojem. 
Od lutego do marca 2024 członek rady nadzorczej Poczty Polskiej oddelegowany do pełnienia obowiązków prezesa zarządu. Od 25 marca tego samego roku prezes zarządu Poczty Polskiej. Za jego prezesury spółka wypowiedziała Zakładowy Układ Zbiorowy Pracy oraz rozpoczęła program transformacji polegający na zwolnieniu 9 tys. pracowników .
Od kwietnia do listopada 2024 członek rady nadzorczej PLL LOT .

## Odznaczenia i wyróżnienia

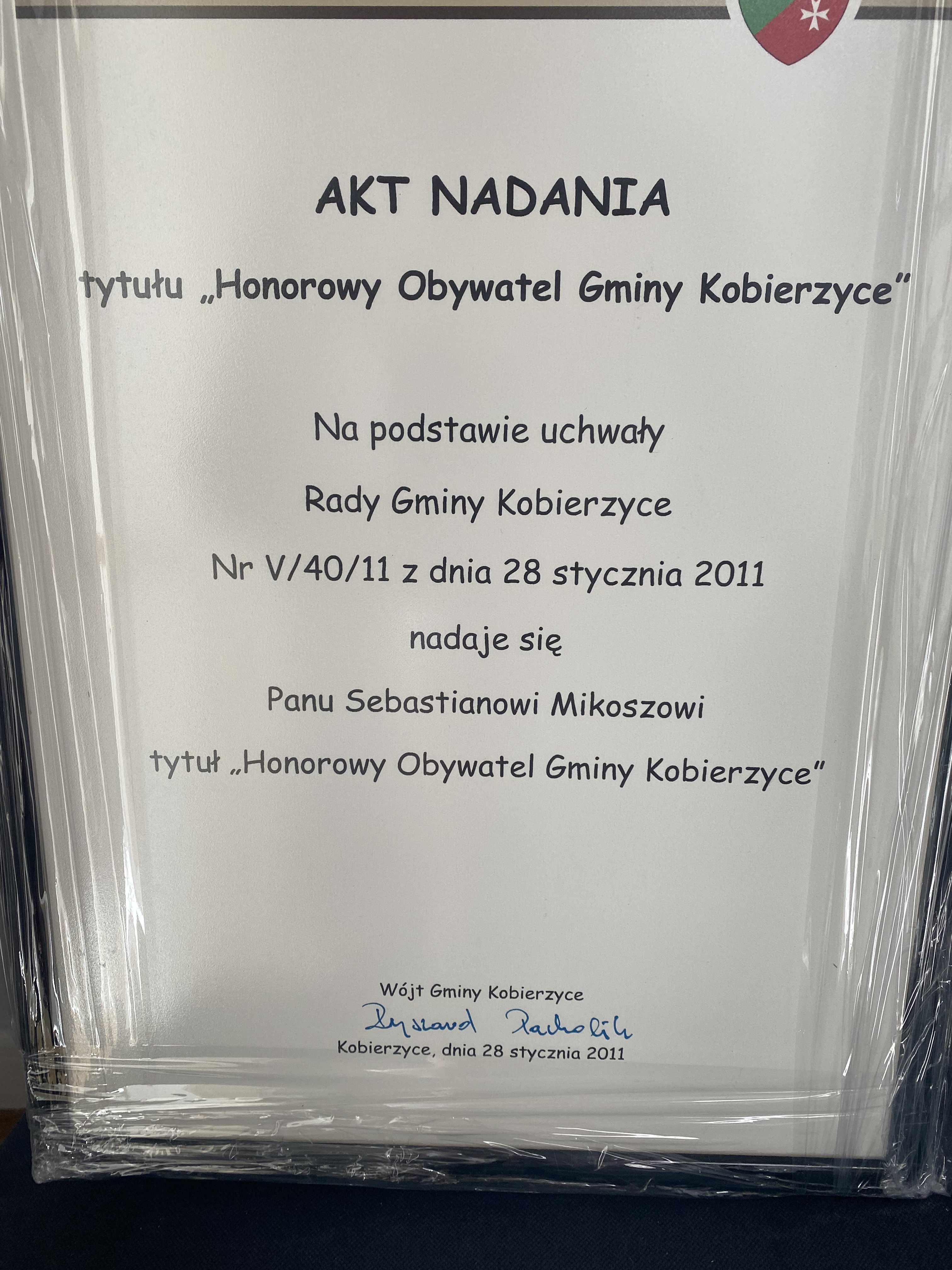
Odznaczenie Kobierzyce

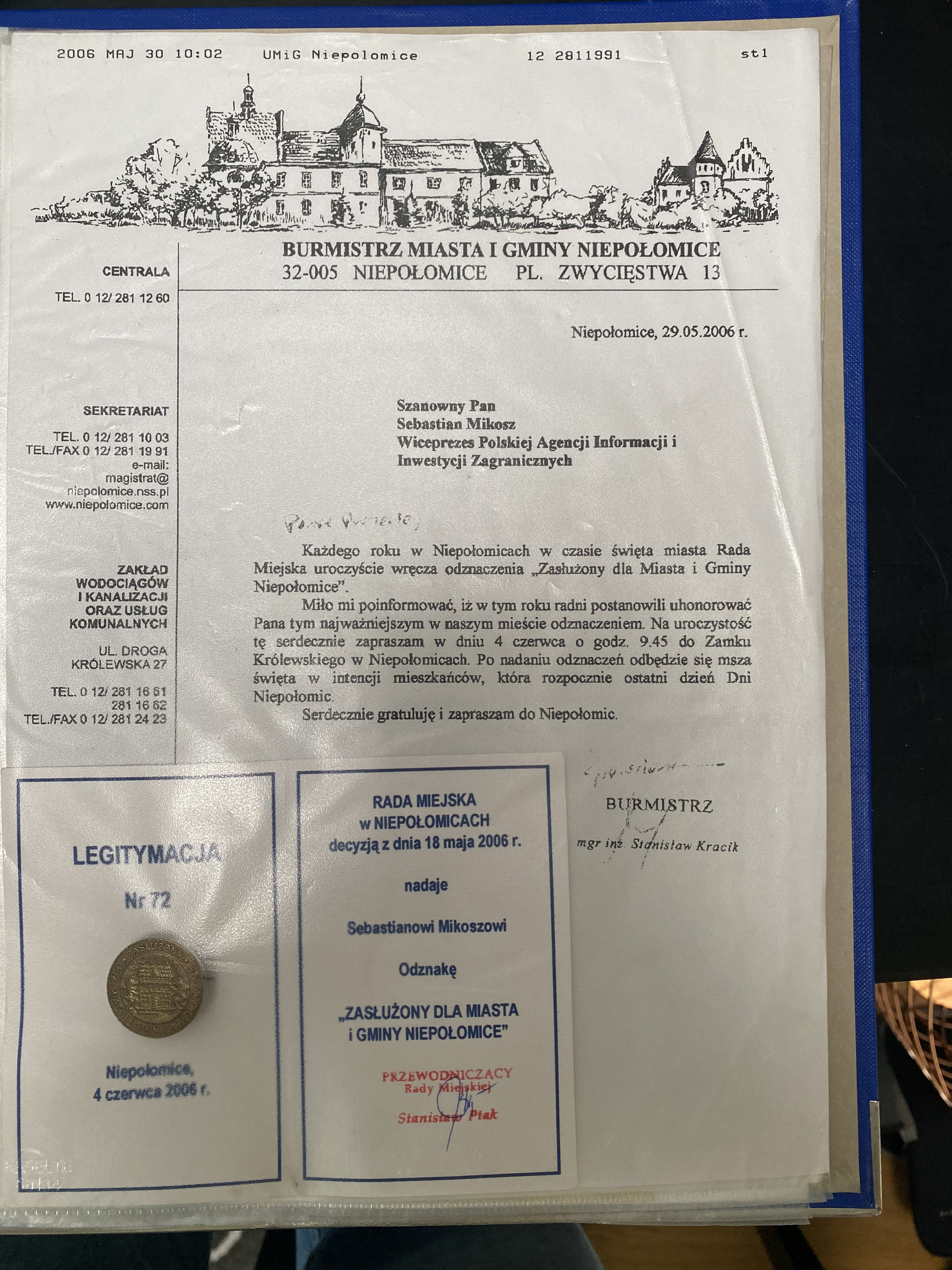
odznaczenie z Niepołomic

W 2006 roku otrzymał Honorowe Obywatelstwo gminy Niepołomice (Małopolska) za szczególne zasługi w przyciągnięciu niemieckiej fabryki ciężarówek MAN Truck and Bus. W 2011 roku otrzymał Honorowe Obywatelstwo dolnośląskiej gminy Kobierzyce za szczególną kontrybucję w przyciągnięciu największej polskiej inwestycji typu greenfield, czyli fabryki ekranów ciekłokrystalicznych LG Philips LCD.

## Publikacje

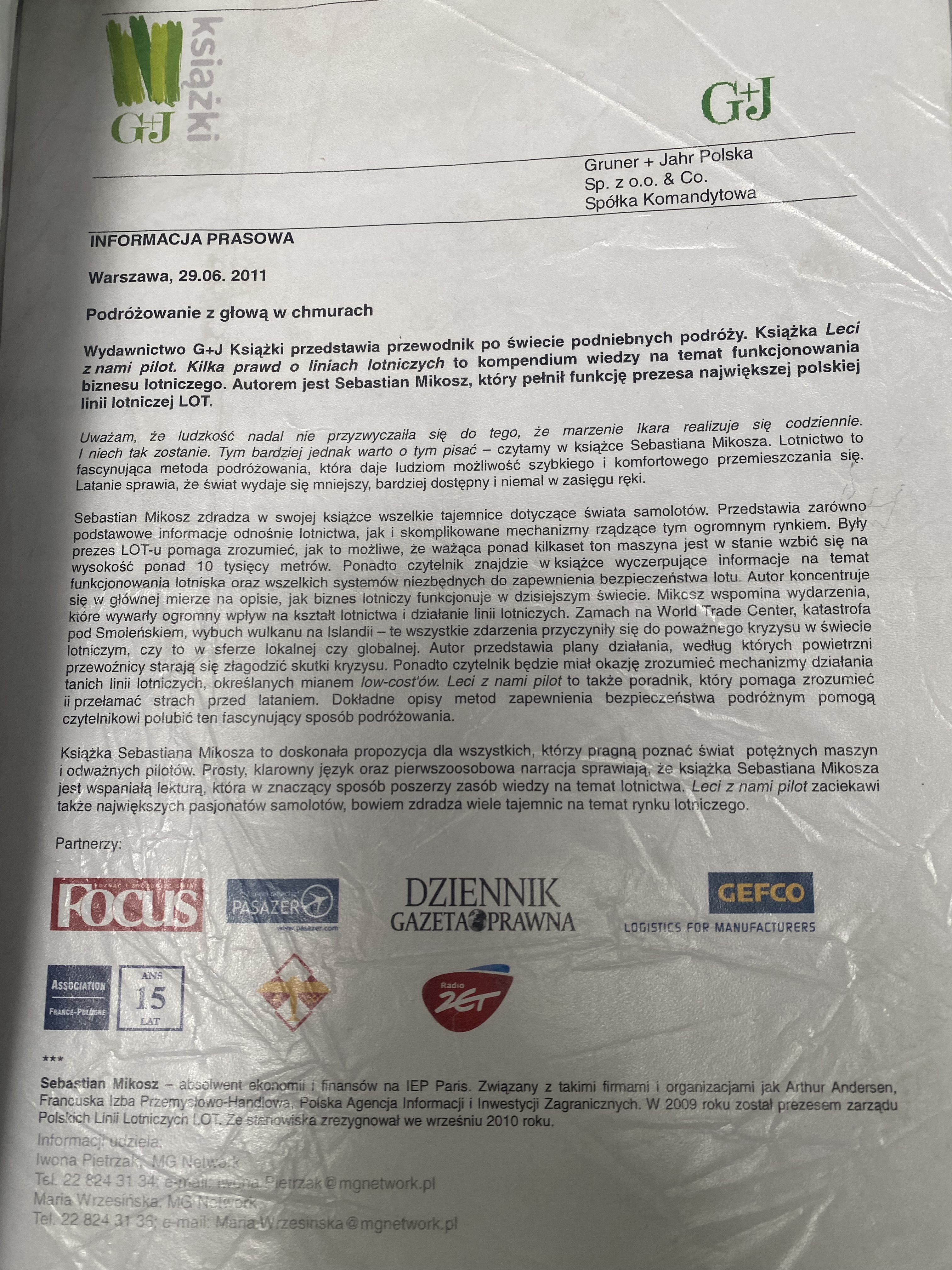
Czy leci z nami pilot

Autor książki o funkcjonowaniu współczesnych linii lotniczych „Leci z nami pilot” wydanej przez G&J w 2011 roku (ISBN 978-83-62343-86-7). W 2017 roku napisał wstęp do polskiej edycji książki dziennikarza CNN Richarda Questa, pod tytułem „Zaginiony lot MH370”, o zniknięciu samolotu malezyjskich linii lotniczych (ISBN 978-83-7945-794-6).

## Kontrowersje
Metody i efekty zarządzania Sebastiana Mikosza budzą wiele kontrowersji. Eksperci są podzieleni, czy faktycznie skutecznie restrukturyzował PLL LOT, czy pomogły mu pieniądze z rządu, podobnie w przypadku oceny efektów zarządzania Kenya Airways , gdzie również oczekiwał wsparcia rządu. 
Sebastian Mikosz był w konflikcie z organizacjami związkowymi oraz państwowym właścicielem zarówno w polskiej jak i kenijskiej linii lotniczej w wyniku jego stylu zarządzania polegającym na cięciu kosztów, w tym zwolnieniach, a także zatrudnianiu konsultantów firmy doradczej Amplio . Zarządzając Pocztą Polską szybko wszedł w konflikt z organizacjami związkowymi wypowiadając ZUZP, ogłaszając potrzebę zwolnień 9 tysięcy pracowników i odmawiając podwyżek, czym doprowadził do zorganizowania przez związki zawodowe referendum strajkowego we wrześniu 2024. 
Otrzymał stanowisko prezesa Poczty Polskiej S.A. w 2024 kiedy Pocztę nadzorował wiceminister Jacek Bartmiński, który w latach 2013-2015 był jego podwładnym, jako dyrektor biura prawno-organizacyjnego PLL LOT, w czasie kiedy Mikosz był prezesem tej spółki . 
Mikosz został odwołany z Rady Nadzorczej PLL LOT  w listopadzie 2024 r. tuż po odwołaniu z jego zarządu Michała Fijoła i przeniesieniu nadzoru nad tą spółką z MAP do MI. Wkrótce po tym wydarzeniu zdymisjonowany został wiceminister MAP Jacek Bartmiński.